# Pallavolo ai Giochi olimpici - Torneo femminile
Il torneo femminile di pallavolo ai Giochi olimpici è una competizione pallavolistica per squadre nazionali, organizzata con cadenza quadriennale dal CIO e dalla FIVB, durante i Giochi olimpici.

## Edizioni
| Edizione      | Edizione          | Podio            | Podio             | Podio          |
| Anno          | Organizzatore     | Campione         | Seconda           | Terza          |
| ------------- | ----------------- | ---------------- | ----------------- | -------------- |
| 1964 Dettagli | Tokyo             | Giappone         | Unione Sovietica  | Polonia        |
| 1968 Dettagli | Città del Messico | Unione Sovietica | Giappone          | Polonia        |
| 1972 Dettagli | Monaco            | Unione Sovietica | Giappone          | Corea del Nord |
| 1976 Dettagli | Montréal          | Giappone         | Unione Sovietica  | Corea del Sud  |
| 1980 Dettagli | Mosca             | Unione Sovietica | Germania Est      | Bulgaria       |
| 1984 Dettagli | Los Angeles       | Cina             | Stati Uniti       | Giappone       |
| 1988 Dettagli | Seul              | Unione Sovietica | Perù              | Cina           |
| 1992 Dettagli | Barcellona        | Cuba             | Squadra Unificata | Stati Uniti    |
| 1996 Dettagli | Atlanta           | Cuba             | Cina              | Brasile        |
| 2000 Dettagli | Sydney            | Cuba             | Russia            | Brasile        |
| 2004 Dettagli | Atene             | Cina             | Russia            | Cuba           |
| 2008 Dettagli | Pechino           | Brasile          | Stati Uniti       | Cina           |
| 2012 Dettagli | Londra            | Brasile          | Stati Uniti       | Giappone       |
| 2016 Dettagli | Rio de Janeiro    | Cina             | Serbia            | Stati Uniti    |
| 2020 Dettagli | Tokyo             | Stati Uniti      | Brasile           | Serbia         |
| 2024 Dettagli | Parigi            | Italia           | Stati Uniti       | Brasile        |

## Medagliere
| Pos. | Squadra           | 1º posto | 2º posto | 3º posto | Totale |
| ---- | ----------------- | -------- | -------- | -------- | ------ |
| 1    | Unione Sovietica  | 4        | 2        | 0        | 6      |
| 2    | Cina              | 3        | 1        | 2        | 6      |
| 3    | Cuba              | 3        | 0        | 1        | 4      |
| 4    | Giappone          | 2        | 2        | 2        | 6      |
| 5    | Brasile           | 2        | 1        | 3        | 6      |
| 6    | Stati Uniti       | 1        | 4        | 2        | 7      |
| 7    | Italia            | 1        | 0        | 0        | 1      |
| 8    | Russia            | 0        | 2        | 0        | 2      |
| 9    | Serbia            | 0        | 1        | 1        | 2      |
| 10   | Germania Est      | 0        | 1        | 0        | 1      |
| 10   | Perù              | 0        | 1        | 0        | 1      |
| 10   | Squadra Unificata | 0        | 1        | 0        | 1      |
| 13   | Polonia           | 0        | 0        | 2        | 2      |
| 14   | Bulgaria          | 0        | 0        | 1        | 1      |
| 14   | Corea del Nord    | 0        | 0        | 1        | 1      |
| 14   | Corea del Sud     | 0        | 0        | 1        | 1      |